# Corbicula fluminea

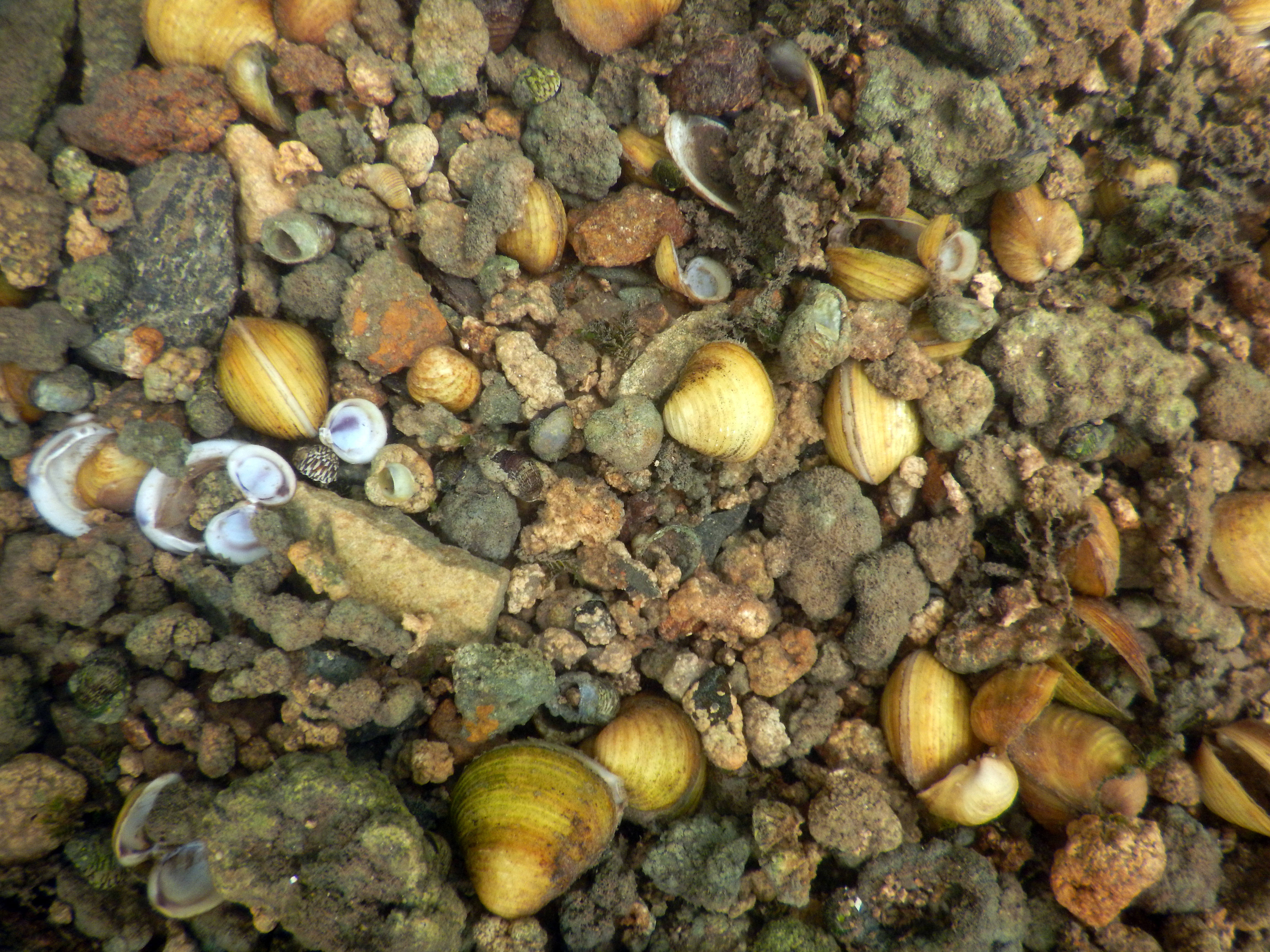
Corbicules, dans la Sèvre niortaise en amont du Pont romain d'Azay-le-Brûlé dans un substrat colonisé par des bactéries encroutantes. Ces bactéries colonisent souvent les coquilles de Theodoxus fluviatilis, mais non celles des crépidules

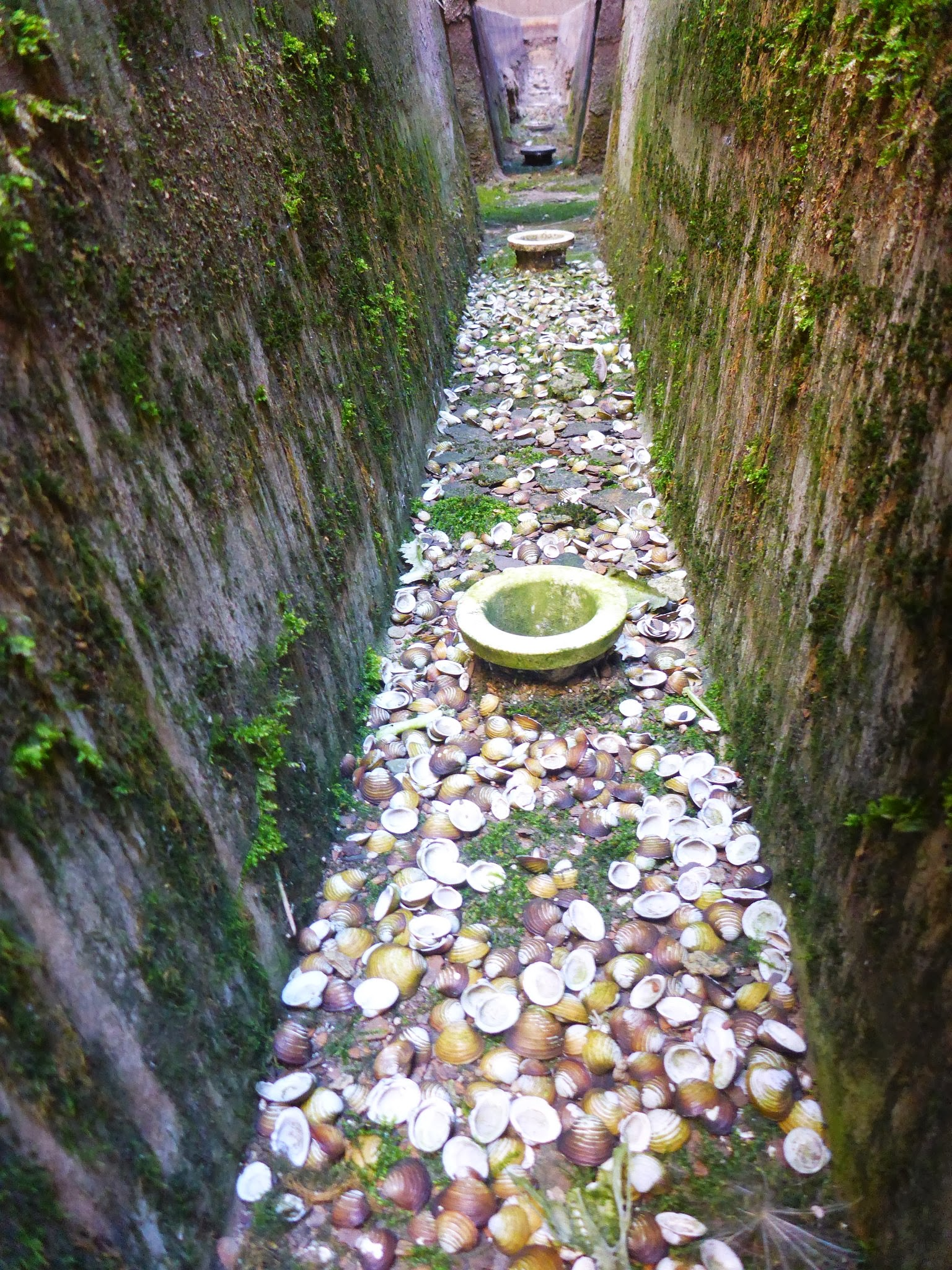
Restes (Coquilles d'individus morts) d'une colonie de corbicules asiatiques qui s'était développée dans les conduites d'eau d'une tour de refroidissement (à Charleroi en Belgique)

Palourde asiatique
Espèce
Statut de conservation UICN

 LC  : Préoccupation mineure
Corbicula fluminea communément nommée corbicule asiatique, corbicule, petite corbeille d'Asie ou palourde asiatique est une palourde d'eau douce et d'eau saumâtre, récemment introduite et devenant envahissante dans une partie croissante de l'hémisphère nord.

## Espèce envahissante
D'origine asiatique, cette espèce s'est largement répandue dans le monde en Amérique du Nord,,, en Amérique du Sud,, dans les eaux fraiches et jusque dans les eaux plus chaudes de l'Amazonie et en Europe, et notamment dans les cours d'eau de France et de Belgique depuis son introduction dans les années 1980, où elle a profité des canaux et du Rhône, et du Rhin pour se diffuser rapidement, devenant invasive dans la Meuse par exemple.
Sa colonisation de nouveaux milieux est facilitée par la capacité qu'ont les larves à se faire emporter par le courant, capacité qui persiste chez les jeunes corbicules capables d'utiliser leur siphon et de sécréter un mucus invisible qui joue le rôle de bouée et de voile les emportant le long du courant.
Cet organisme filtreur bioaccumule dans sa chair certains pesticides et les PCB. Elle a d'ailleurs été utilisée pour montrer la contamination de cours d'eau à partir de traitements pesticides de rizières en Camargue.
Là où elle pullule, comme d'autres filtreurs invasifs elle peut être source d'une réduction significative du phytoplancton en suspension comme cela a été montré dans le Potomac,

## Description
La coquille est globalement triangulaire et mesure jusqu'à 3 cm.

Elle est ornée d'une quarantaine d'arêtes concentriques (adulte), lustrée pour la face externe et brun foncé à vert-olive.

La surface interne est blanche avec une marque pourpre plus ou moins nette le long de la marge et des traces musculaires.

Le bord dorsal est épais orné de trois dents cardinales et d'une dent latérale nettement développée.

La durée de vie des individus est estimée être de 2 à 4 ans.
Ce bivalve se nourrit principalement en filtrant le phytoplancton de l'eau.

Il résiste bien à la pollution, mais nécessite une eau riche en oxygène pour bien se développer.
Valve droite et gauche du même spécimen:

Valve droite
Valve gauche

## Reproduction
L'animal, hermaphrodite, est doté d'un testicule situé dans la partie antérieure et d'un ovaire dans la partie postérieure. Il n'y a pas d'autoreproduction selon certains auteurs.  Les spermatozoïdes sont libérés en pleine eau puis récupérés par un autre individu (avec autofécondation possible, dans le gonoducte). Les zygotes grandissent dans les chambres d'incubation de la cavité branchiale, au niveau des hémibranchies des adultes, jusqu’à une taille d’environ 250 µm. Les larves sont ensuite expulsées (40 000 environ au total, au rythme de 400/jour, voire plus) dans le milieu extérieur après 4-5 jours d'incubation. Pédivéligères, elles rampent plus qu'elles ne nagent et la plupart d'entre elles sont rapidement mangées par des organismes planctonivores.

Corbicula fluminea est sexuellement mature à une taille d'environ 6,6 millimètres.
Stratégie de reproduction : elle combine une haute fécondité (34 500 à 47 500 juvéniles libérés en moyenne par adulte et par saison de reproduction (selon Dubois, 1995) et une mortalité élevée durant la phase planctonique (plus de 99 %, toujours selon Dubois).
Période de reproduction : Corbicula fluminea se reproduit 10 mois par an, avec deux pics dans l'année. Un suivi fait pour deux espèces de Corbicules (C. fluminea et C. fluminalis) dans des canaux dans le centre de la France (de décembre 2001 à mai 2003) a montré que C fluminea présentait dans cette région du monde une longue période de reproduction (mars - septembre/octobre) avec deux pics d'intensité (juin, puis août), avec deux grandes générations par an, et cinq cohortes, pour une la longévité de 2,5 à 3 ans avec alors une coquille pouvant dépasser 36 mm de largeur (contre 24 mm pour C. fluminalis, qui par ailleurs grandit moins vite). Dans le canal latéral à la Loire une reproduction a aussi été observée les hivers 2002 et 2003, mais avec un nombre de larves incubées systématiquement bas.

## Population
Elle est désormais présente avec une forte densité dans la plupart des rivières et fleuves français : Seine, Loire, Rhin, Garonne, Meuse, Moselle, Aisne (de 100 à 200 individus au m²).

Certains auteurs dénombrent au moins sept axes différents de diffusion du mollusque, affirmant que la quasi-totalité des bassins hydrographiques français a été colonisée.

## Écologie, habitat
On trouve cette espèce de bivalve filtreur et fouisseur dans les eaux douces et saumâtres dans divers types de sédiments : limon, sable, argile, gravier.
Ces corbicules tolèrent des salinités supérieures à 13 psu durant de courtes périodes. Ils supportent des températures de 2 à 30 °C, souvent dans des eaux turbulentes car ils apprécient les eaux assez oxygénées. 
Cette espèce envahissante voire invasive en Atlantique et Manche occidentale pose des problèmes écologiques (s'il contribue à épurer la colonne d'eau et une partie du sédiment en les filtrant, il entre en compétition avec diverses espèces autochtones en occupant leur niche écologique).  
Il peut éventuellement aussi poser des problèmes économiques (dysfonctionnement des systèmes de refroidissements d'industries).
L'espèce a encore peu de prédateurs en Europe pour le moment, il semblerait toutefois qu'elle constitue un aliment pour le rat musqué (autre espèce introduite et invasive) qui peut laisser de grandes quantités de coquilles vides le long de certaines zones dites « réfectoire ».
Ce mollusque comestible est consommé en Corée et en Chine (où l'on trouve des sous-populations triploïdes et tétraploïdes correspondant à des formes à corbicules à coquilles jaunes et brunes), mais peut bioaccumuler des polluants dans les cours d'eau ou sédiments pollués (HAP notamment)...

## Toxicologie
Cette espèce comme tous les coquillages peut, dans certaines conditions, accumuler des toxines d'origine bactérienne ou planctonique et causer des intoxications alimentaires. Elle peut aussi bioaccumuler des métaux lourds (mercure en particulier) .